# Malacanthura linguicauda
Malacanthura linguicauda là một loài chân đều trong họ Anthuridae. Loài này được Barnard miêu tả khoa học năm 1920.